# І багата я…
«І багата я…» — вірш Тараса Шевченка, написаний 1848 року на Косаралі.

## Написання та публікація
Збереглися два чистові автографи: автограф у «Малій книжці»; автограф у «Більшій книжці»; Автографи не датовано. Вірш датується дослідниками за місцем автографа в «Малій книжці» серед творів 1848 року та часом зимівлі Аральської описової експедиції в 1848—1849 роках на Косаралі, орієнтовно: кінець вересня — грудень 1848 року, Косарал.
Автограф, з якого вірш переписано до «Малої книжки», не відомий. До «Малої книжки» Шевченко заніс вірш під № 27 у шостому зшитку за 1848 рік орієнтовно наприкінці 1849-го — на початку 1850 року (до арешту 23 квітня). Під час переписування він виправив рядок 5. 1858 року, не раніше 18 березня і не пізніше 22 листопада, Шевченко переніс вірш з «Малої книжки» до «Більшої книжки» зі змінами в рядках 4 та 18. Публікацію в журналі «Народное чтение» (1860 рік, № 1) здійснено за текстом «Більшої книжки» з неточностями в рядках 5—6. Вірш «І багата я…» надруковано третім серед чотирьох Шевченкових творів під загальною назвою «Малороссийские стихотворения» без прізвища автора. У добірку ввійшли також вірші «І широкую долину…», «Не вернувся із походу…», «Полюбилася я…». Тут же вміщено російський переклад усіх творів, зроблений О. Плещеєвим.
Найімовірніше, з «Малої книжки» вірш переписано до рукописного списку невідомої особи з окремими виправленнями Шевченка кінця 1850-х років, що належав Л. Жемчужникову. Деякі відміни цього списку, що не зберігся, подав О. Кониський. У вірші «І багата я…» він відзначив варіант у рядку 18, що збігається з текстом відповідного рядка в «Малій книжці».

## Публікація
Вперше вірш надруковано в журналі «Народное чтение» (1860 рік, № 1, стор. 145—146) та вперше введено до збірки творів у виданні: «Кобзарь Тараса Шевченка / Коштом Д. Е. Кожанчикова» (СПб., 1867 рік, стор. 476) і того ж року за цим виданням у книжці: «Поезії Тараса Шевченка» (Львів, 1867 рік, том 2, стор. 238—239). Текст публікації в «Кобзарі» 1867 року близький до тексту «Більшої книжки», проте має варіант у рядку 5: «Тяжко-важко в світі жить».

## Сюжет
Твір належить до косаральських поезій, написаних у народнопісенному дусі. Чимало з них — це скарги самотньої дівчини або жінки на власну долю. В цьому вірші безталанною через соціальну нерівність є багата дівчина: батьки примушують її до шлюбу з «препоганим старим», «нелюбом багатим», забороняють зустрічатися з милим «чорнобривим сиротою». Інша варіація сюжету про недолю багатої дівчини — у поезії «Породила мене мати».

## Музика
На музику твір поклали М. Лисенко, В. Заремба.